# دهقان، لاچین
دهقان (ترکی آذربایجانی: Dəyhan) یک منطقهٔ مسکونی در جمهوری آرتساخ است که در استان کاشاتاق واقع شده‌است.